# Diego de Miguel Escribano
Diego de Miguel Escribano (Sòria, 1 de novembre de 1984) és un futbolista castellanolleonès, que juga com a porter.

## Carrera esportiva
Després de jugar al modest SD Almazán, el 2004 arriba al filial del CD Numancia, i eixa mateixa temporada debuta a la màxima categoria amb el primer equip, encara que només en un encontre. A partir d'aquest moment i fins al 2009, el sorià alternaria el filial i la posició de tercer porter de l'equip A, jugant solament tres partits. En aquest període va ser cedit al CE Sabadell a la campanya 05/06.
L'estiu del 2009 va ser incorporat a l'equip navarrès de l'Izarra CF en règim de cessió durant una temporada.